# Hargrave (Cheshire)
Pour les articles homonymes, voir Hargrave.
Hargrave est un village du Cheshire, en Angleterre.